# Симонівка (Баштанський район)
Симоні́вка — село в Україні, у Вільнозапорізькій сільській громаді Баштанського району Миколаївської області. Населення становить 14 осіб.